# Piazza Carità
Piazza Carità (già largo della Carità, piazza Carlo Poerio dagli ultimi anni del XIX secolo e nel ventennio fascista piazza Costanzo Ciano) è una piazza centrale di Napoli, tra i quartieri Montecalvario e San Giuseppe.
Sorge nel cuore del centro storico, a ridosso della Pignasecca e dei Quartieri Spagnoli, nonché all'inizio del Rione Carità, sviluppatosi quest'ultimo sin dalla realizzazione di via Toledo (strada che attraversa la piazza) e rivoluzionato poi tra gli anni trenta e cinquanta del XX secolo secondo i piani di rinascita edilizia del regime fascista e della giunta Lauro.

## Storia

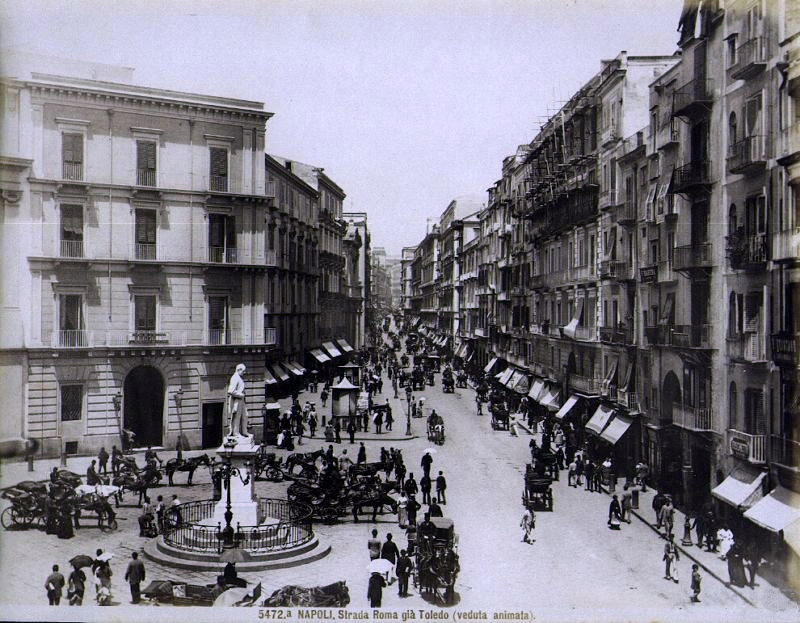
La statua di Carlo Poerio in una foto di fine Ottocento

Il largo della Carità era sin dai tempi antichi un famoso e brulicante mercato che animava la piazza con le sue merci e gli affari che vi si trattavano.
Nel XVI secolo fu eretta la chiesa di Santa Maria della Carità che ancora oggi esiste seppur nelle fattezze ottocentesche.
Nel 1802 il mercato fu drasticamente ridimensionato per ordine del Regio Tribunale di Portolania che vietò la presenza di baracche nella piazza (come testimonia una lapide tuttora visibile alla sinistra della chiesa della Carità) e limitato in una struttura (il mercato di commestibili) costruita nel 1811 su progetto di Stefano Gasse sul luogo del giardino dell'ex-monastero degli olivetani.
Dopo i moti del 1848 Ferdinando II, nel rifacimento di via Toledo, volle che nel largo della Carità fosse eretto un monumento da dedicare alla Madonna della Pace per sancire la pacificazione riconquistata dopo i duri scontri e le tensioni rivoluzionarie. Fu incaricato a progettare il monumento l'architetto Luigi Catalani, il quale immaginò una imponente colonna corinzia con un ampio basamento sovrastata dalla statua della Madonna. Mentre il monumento era in fase di realizzazione ci si rese conto che la piazza aveva forma irregolare e non avrebbe reso al monumento la bellezza che meritava. Si stava per scegliere come nuova ubicazione il largo del Mercatello (l'attuale piazza Dante) quando Errico Alvino riuscì a farlo portare nel largo di Santa Maria a Cappella Nuova (piazza dei Martiri) dove deteneva molti lavori in corso. Camillo Napoleone Sasso non lesina nei confronti di Alvino critiche sulla scelta della piazza, non solo perché questa aveva anch'essa forma irregolare (contrariamente al largo del Mercatello, squadrato nella pianta), ma anche per il fatto che vi rientrava nella sfera di sua competenza.
Nel 1887 fu collocato il monumento a Carlo Poerio, scolpito da Tommaso Solari nel 1877. Non fu a caso la scelta di porre quella statua nel largo: si volle infatti ricordare gli scontri che si verificarono in particolare lungo via Toledo nella giornata del 15 maggio 1848; la piazza così fu intitolata al patriota. Scavando nel terreno per realizzare il monumento, furono ritrovate molte ossa umane, probabilmente risalenti alla peste del 1656.
La statua fu rimossa nel 1939 per motivi di viabilità e collocata in piazza San Pasquale a Chiaia, contemporaneamente la piazza fu intitolata a Costanzo Ciano, ministro delle comunicazioni morto nel 1939 e padre di Galeazzo che era genero del Duce, fino alla caduta del regime fascista. A Carlo Poerio già verso la fine del XIX secolo era stato intitolato l'antico vico Freddo a Chiaia, il quale termina proprio in piazza San Pasquale.
Il Ventennio porta anche un grande vento di rinnovamento architettonico: la piazza fu allargata verso est perdendo l'antica forma triangolare, furono costruiti il palazzo dell'EAV e il palazzo dell'INA, entrambi di Marcello Canino. In particolare il secondo fu costruito dove sorgeva quel che rimaneva del mercato di commestibili (che aveva subito un tragico crollo nel 1906 a causa delle ceneri dell'eruzione del Vesuvio depositatesi sul tetto). I primi progetti prevedevano nella piazza la sede della provincia, l'attuale palazzo Matteotti poi costruito nella   (coeva alle nuove costruzioni) piazza omonima.

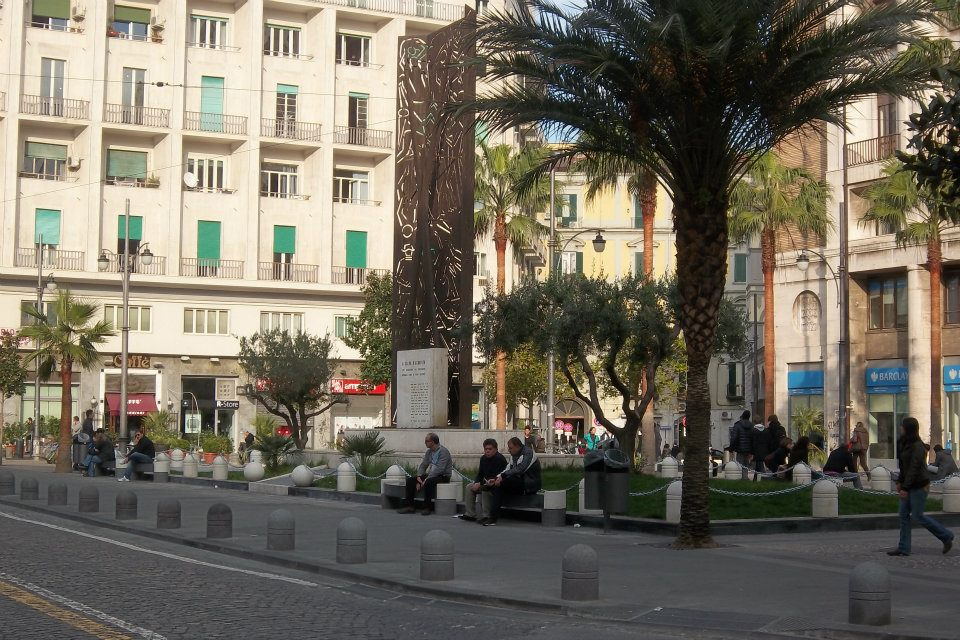
Panoramica della piazza con in risalto il monumento a Salvo D'Acquisto

Riottenuto l'antico nome nel dopoguerra, ma ormai privata del monumento a Poerio, la piazza fu adornata dal discusso monumento a Salvo D'Acquisto, opera di stampo moderno della scultrice napoletana Lidia Cottone, inaugurato nel 1971 alla presenza dell'allora presidente del consiglio Emilio Colombo. Si decise di rinominare la piazza in onore del vicebrigadiere eroe nazionale, ma la decisione non fu mai ratificata. Per questo molti napoletani, credendo di essere corretti, chiamano ancora oggi erroneamente piazza Carità piazza Salvo D'Acquisto. Per dovere di informazione, a Salvo D'Acquisto fu dedicata una strada dell'Arenella, tra via Matteo Renato Imbriani e piazza Enrico De Leva, dove abitava la famiglia.
Alla fine degli anni settanta e l'inizio degli anni ottanta i grandi progetti per la metropolitana sembrano concretizzarsi, con la posa della prima pietra e l'apertura di vari cantieri al Vomero. Piazza Carità è stata stabilita come sede di una stazione che avrebbe avuto lo stesso nome della piazza, Carità.
In seguito alla variante del percorso che avrebbe portato la linea 1 a piazza Municipio, la stazione viene spostata più a sud, tra via Toledo e via Diaz, all'altezza del palazzo della BNL. Nonostante ciò, la piazza è interessata dalla costruzione di opere tecniche di supporto alla stazione e alle gallerie che la raggiungono. Lavori che sono stati terminati tra il 2010 e il 2011, dopo quasi sei anni, che hanno donato alla cittadinanza al loro termine una piazza ordinata e rinnovata nell'arredo urbano, già riqualificato in occasione della pedonalizzazione di via Toledo, ma compromesso dai cantieri aperti pochi anni dopo.

## Descrizione
La piazza accoglie in sé varie importanti strade: oltre a via Toledo che la interseca verticalmente, a partire da nord in senso orario vediamo via Mario Morgantini; via Cesare Battisti, costruita nell'ambito del primo risanamento della zona; via Giuseppe Simonelli, anticamente chiamata vico Chianche alla Carità, famosa strada detta così per via delle chianche (cioè le panche) su cui i macellai esponevano le loro carni; via San Liborio e infine via Pignasecca.
A nord-est, in via Morgantini c'è l'ingresso alla caserma Pastrengo, una volta parte del complesso monastico di Monteoliveto.
Ad est il già citato Palazzo INA, mentre dall'altra parte della piazza si ergono due importanti palazzi: palazzo Mastelloni e palazzo Trabucco (questo precisamente in via San Liborio), oltre alla chiesa di Santa Maria della Carità.
Infine, al centro il monumento all'eroe dell'Arma dei Carabinieri Salvo D'Acquisto.

## Trasporti
La piazza è facilmente raggiungibile con i mezzi pubblici dell'ANM.
Dal 2012 è aperta la stazione Toledo, a pochi passi dalla piazza.